# サモア人
サモア人（サモアじん、Samoans）はサモア諸島に住むポリネシア人であり、遺伝子、文化、歴史、文化を共有する民族集団である。植民地統治の名残により、サモア人の居住地はサモア独立国と米領サモアに分かれてしまった。
サモア独立国に住むサモア人は2006年で188,000人である 。サモア人の大半は現在は他国に住んでおり、アメリカ合衆国に180,000人(2012年) 、ニュージーランドに115,000人(2001年)、オーストラリアに55,843人(2011)となっている。

## 有名人
元横綱武蔵丸、元大関小錦はサモア系ハワイ人である。